# Индикатриса Дюпена
Индикатриса Дюпена или индикатриса кривизны — плоская кривая, которая даёт наглядное представление об искривленности поверхности в данной её точке.

## Определение и свойства
Индикатриса Дюпена лежит в плоскости, касательной к поверхности {\displaystyle S} в точке {\displaystyle p}, и является совокупностью концов отрезков, отложенных от точки {\displaystyle p} в направлении {\displaystyle u} в касательной плоскости и имеющих длину, равную {\displaystyle 1/{\sqrt {\kappa _{u}}}}, где {\displaystyle \kappa _{u}} — абсолютная величина нормальной кривизны поверхности {\displaystyle S} в точке {\displaystyle p} в направлении {\displaystyle u}. Уравнение индикатрисы Дюпена имеет вид
{\displaystyle |II_{p}(v)|=1,}
где {\displaystyle v} — вектор касательной плоскости, a {\displaystyle II_{p}} — вторая фундаментальная форма поверхности {\displaystyle S}, в точке {\displaystyle p}.
Индикатриса Дюпена представляет собой:
- эллипс, если {\displaystyle p} — эллиптическая точка поверхности, т.е. гауссова кривизна положительна.
  - В частности, окружность, если {\displaystyle p} — точка округления;
- пару сопряженных гипербол, если {\displaystyle p} — гиперболическая точка поверхности, т.е. гауссова кривизна отрицательна;
- пару параллельных прямых, если {\displaystyle p} — параболическая точка поверхности,  т.е. гауссова кривизна равна нулю, но средняя кривизна не равна нулю.

## История
Индикатриса Дюпена названа по имени Дюпена, впервые применившего эту кривую к исследованию поверхностей (1813).